# Drosophila penniclubata
Drosophila penniclubata är en tvåvingeart som beskrevs av Singh och Gupta 1981. Drosophila penniclubata ingår i släktet Drosophila och familjen daggflugor.
Artens utbredningsområde är Indien.